# Relaciones Honduras-Uruguay
Las Relaciones Honduras-Uruguay se refieren a las relaciones bilaterales entre la República de Honduras y la República Oriental del Uruguay. Ambas naciones son miembros de la Comunidad de Estados Latinoamericanos y del Caribe, Grupo de los 77, Naciones Unidas, Organización de Estados Americanos y la Organización de Estados Iberoamericanos.

## Historia
Durante la colonización española, ambas naciones formaron parte del Imperio español. Durante el período colonial español, Honduras fue gobernado por el Virreinato de Nueva España en la Ciudad de México, mientras que Uruguay fue parte del Virreinato del Río de la Plata y se administró desde Buenos Aires. En 1828, Uruguay obtuvo su independencia después de la Guerra del Brasil. En 1841, Honduras obtuvo su independencia después de la disolución de la República Federal de Centro América. El 11 de enero de 1929, ambas naciones establecieron relaciones diplomáticas.
Las relaciones bilaterales entre ambas naciones han tenido lugar principalmente en foros multilaterales. En noviembre de 2006, el presidente hondureño Manuel Zelaya asistió a la XVI Cumbre Iberoamericana en Montevideo. En junio de 2009, el presidente Zelaya fue destituido del poder en un golpe de Estado. Como resultado, el gobierno uruguayo condenó el golpe y redujo las relaciones diplomáticas con el gobierno interino hondureño dirigido por el presidente interino Roberto Micheletti. En junio de 2011, Uruguay restableció relaciones diplomáticas plenas con el gobierno hondureño con el regreso de Zelaya a Honduras del exilio en la República Dominicana.
En julio de 2013, el presidente hondureño Porfirio Lobo realizó una visita a Uruguay y se reunió con el presidente José Mujica.

## Acuerdos bilaterales
Ambas naciones han firmado algunos convenios como el Acuerdo de Reciprocidad para la Eliminación de Visas en Pasaportes Diplomáticos, Oficiales, Especiales y Ordinarios (1982); Acuerdo Cultural (1988); Acuerdo de Cooperación Académica entre las respectivas Cancillerías de ambas naciones (2013); Convenio de Cooperación Económica, Científica y Técnica (2013); y un Memorándum de Entendimiento para el Establecimiento de un Mecanismo de Consulta Política (2013).

## Misiones diplomáticas
- Honduras está acreditada ante Uruguay desde su embajada en Buenos Aires, Argentina.
- Uruguay está acreditado ante Honduras desde su embajada en Ciudad de Guatemala, Guatemala.